# دراغون بول زد: المجرة على الحافة - الغلام الخارق المذهل
دراغون بول زد: بوجاك المتحرر بالانكليزية Dragon Ball Z: Bojack Unbound ويسمى باليابانية ドラゴンボールZ 銀河ギリギリ!!ぶっちぎりの凄い奴 وتعني بالعربية  المجرة على الحافة!! الشخص الخارق بشكل لا يصدق، هو الفليم التاسع من سلسلة أفلام دراغون بول زد. صدر باليابان بالعاشر من تموز عام 1993م من قبل شركة توي انمي فير. الخصم في هذا الفيلم هو بوجاك وهو عدو قوي جدا لا يرحم.
النسخة الإنكليزية أنتجت من قبل شركة فانيميشن و اصدرت بالسابع عشر من آب عام2004م الفيلم تمت إعادة اصداره بدقة ديفيدي و بلو راي في عام 2009 م.
مدة الفيلم 50 دقيقة وبلت ارباحه 2,05 مليار ين

## الشخصيات
1-غوهان
2-غوكو
3-بوجاك
4-بيكولو
5-ترانكس
6-فيجيتا
7-زنغيا
8-مستر ساتان
9-كريليلن
10-تينشينهان
11-ياماتشا
12-بوجين
13-بيدو
14-بولما
15-تشي تشي

## بوجاك
بوجاك (ボ ー ジ ャ ッ ク Bōjakku؟) هو الخصم الرئيسي للفيلم بوجاك غير منضم. يشتق اسمه من bōjakubujin كلمة اليابانية، والتي تعني «غطرسة» أو «الجرأة». بوجاك هو قائد الجنود غالاكسي، واتباعه هم Bidoو Kogu، Zangya وBujin. بوجاك تم حبسه في نجم، حيث انه سيبقى لآلاف السنين. ومع ذلك، مع وفاة الملك كاي في أعقاب تدمير الكوكب وخلال دورة الألعاب المحمولة، أصبح خروج بوجاك واتباعه سهلا. وبعدها تسرب إلى بطولة العالم فنون الدفاع عن النفس التي تعقد بمناسبة عيد ميلاد ابن رجل غني، على أمل أن يقتل كل من مقاتلي الأرض. فيجيتا قاتل بمستوى السوبر ساياجين وتلقى هزيمة على يد بوجاك اما غوهان تحول إلى سوبر سايان 2، ويقتل Bido، Kogu وBujin. فيقوم بوجاك يقتل Zangya من أجل البقاء على قيد الحياة، ولكن غوهان يطلق سوبر كاميهاميها ويقتل بوجاك.

## زنغيا
Zangya (ザ ン ギ ャ هي تابعة بوجاك والانثى الوحيدة. ظهرت لأول مرة بعد هزيمة كريلين وساعدت في هزيمة باقي مقاتلي زد. وتم قتلها من قبل بوجاك.

## روابط خارجية
- دراغون بول زد: المجرة على الحافة - الغلام الخارق المذهل على موقع IMDb (الإنجليزية)
- دراغون بول زد: المجرة على الحافة - الغلام الخارق المذهل على موقع روتن توميتوز (الإنجليزية)
- دراغون بول زد: المجرة على الحافة - الغلام الخارق المذهل على موقع نتفليكس (الإنجليزية)
- دراغون بول زد: المجرة على الحافة - الغلام الخارق المذهل على موقع أول موفي (الإنجليزية)
- دراغون بول زد: المجرة على الحافة - الغلام الخارق المذهل على موقع فيلمافينيتي (الإسبانية)
- دراغون بول زد: المجرة على الحافة - الغلام الخارق المذهل على موقع قاعدة بيانات الفيلم (الإنجليزية)
- دراغون بول زد: المجرة على الحافة - الغلام الخارق المذهل على موقع ليتربوكسد (الإنجليزية)
- دراغون بول زد: المجرة على الحافة - الغلام الخارق المذهل على موقع كينوبويسك (الروسية)
- دراغون بول زد: المجرة على الحافة - الغلام الخارق المذهل على موقع ANN anime (الإنجليزية)